# Ewoud Fidom
Ewoud Fidom is een Nederlands choreograaf, danssporttrainer en professioneel Latijns-Amerikaans danser.

## Danscarrière
Ewoud Fidom begon met dansen in 2000 bij Danscentrum Koning-Moltzer in Hoogeveen. In 2009 werd Ewoud Fidom Nederlands Kampioen allround met zijn toenmalige danspartner Lisette Keur. Sinds 2015 woont, werkt en traint hij in New York.
In 2016, 2017, 2018 en 2019 werd Fidom Nederlands Kampioen Latin met zijn Amerikaanse danspartner Melanie Weiler. Op het Nederlands Kampioenschap van 2019 wist het danspaar, met 55 eerste plaatsen van het Internationale jurypanel, een perfecte score te behalen.
In 2016 wonnen Ewoud Fidom en Melanie Weiler de Dutch Open. Het was voor het eerst dat een Nederlands danspaar deze internationale wedstrijd won.

## Televisie-optredens
Bij het grote publiek is Ewoud Fidom bekend van tv-programma's als So You Think You Can Dance, De Leukste Jaren en Dancing with the Stars. Bij Dancing with the Stars danste hij in 2007 een gastoptreden met presentatrice Sylvana Simons en in 2009 was hij de professionele danspartner van actrice Gigi Ravelli.